# ميلبوري (ماساتشوستس)
ميلبوري (بالإنجليزية: Millbury, Massachusetts)‏ هي منطقة سكنية تقع في الولايات المتحدة في مقاطعة ووستر (ماساتشوستس). يقدر عدد سكانها بـ 13,261 نسمة ومساحتها 42.1 كم2 وترتفع عن سطح البحر 127 متر.

## أعلام
- تشيك غانون
- فرنسيس مارس
- جورج إي. وايت